# Яроміл Їреш
Яроміл Йіреш (10 грудня 1935 — 24 жовтня 2001) — режисер, пов'язаний з чехословацьким рухом «Нова хвиля».

## Творчість
Його фільм «Крик» 1963 року вступив на Каннський фестиваль 1964 року . Його часто описують як перший фільм Чехословацької нової хвилі, руху, відомого своїм темним гумором, використанням непрофесійних акторів та «реалізмом арт-кіно».
Ще одна з видатних робіт Іреша — «Жарт» (1969), адаптована за романом Мілана Кундери . У ньому розповідається про Людвіка Яна, чоловіка, якого виключили з Чехословацької комуністичної партії за жарт зі своєю дівчиною. Фільм був створений під час політичної лібералізації Празької весни 1968 року і містить багато сцен, які сатиризують і критикують комуністичне керівництво країни. Амос Фогель писав, що фільм «є, можливо, найбільш руйнівним обвинувальним актом тоталітаризму, який вийшов з комуністичної країни».
Валері та її тиждень чудес (1970) створений за мотивами роману Вітезслава Незвала. Це фільм у готичному стилі, що стосується сексуального пробудження тринадцятирічної дівчинки.
Його фільм «Юнак і Мобі Дік» 1979 року потрапив на 11-й Московський міжнародний кінофестиваль .
Після захоплення Чехословаччиною радянської влади Іреш продовжував працювати в країні, роблячи менш суперечливі матеріали. У 1971 році він зняв фільм « Моє кохання до ластів» — фільм Другої світової війни про чеського борця з опором. Його фільм « Незавершене затемнення» 1982 року потрапив на 33-й Берлінський міжнародний кінофестиваль . Він продовжував знімати фільми до 80-х та 90-х, включаючи документальні фільми про балет та оперу для телебачення.

## Фільмографія

### Фільми
- Uncle (короткометражка, 1959)
- Сліди (короткий, 1960)
- Крик (1964)
- Зруб (короткометражка, 1965)
- Перлини глибокого (сегмент «Романтика», 1966)
- Don Don 68 (короткометражка, 1968)
- Жарт (1969)
- Валері та її тиждень чудес (1970)
- І подаруй моє кохання ластівкам (1972)
- Люди з метро (1974)
- Талірже над Велком Маліковем (1977)
- Молодий чоловік і Мобі Дік (1979)
- Оплата у формі (1980)
- Útěky domů (1980)
- Opera ve vinici (1981)
- Неповне затемнення (1983)
- Катапульт (1984)
- Prodloužený čas (1984)
- Lev s bílou hřívou (1986)
- Лабіринт (1991)
- Гелімадо (1994)
- Вчитель танцю (1995)
- Подвійна роль (1999)

### Телевізійні фільми
- Острів срібних чапель (ТВ, 1976)
- Щоденник того, хто зник (ТВ, 1979)
- O Háderunovi a víle Elóře (ТВ, 1987)
- Naděje má hluboké dno (ТВ, 1988)
- І якщо тут є ангели (ТВ, 1992)